# АТХ-G
Код АТХ-G (англ. АТС-G) «Препараты для лечения заболеваний урогенитальных органов и половые гормоны» — раздел система буквенно-цифровых кодов Анатомо-терапевтическо-химической классификации, разработанных Всемирной организацией здравоохранения для классификации лекарств и других медицинских продуктов.
Коды для применения в ветеринарии (ATCvet коды) могут быть созданы путём добавления буквы Q в передней части человеческого Код ATC: QG.
Из-за различных национальных особенностей в классификацию АТС могут включаться дополнительные коды, которые отсутствуют в этом списке, который составлен Всемирной организацией здравоохранения.
- АТХ код G01 — Антисептики и противомикробные препараты для лечения гинекологических заболеваний
- АТХ код G02 — Прочие препараты для лечения гинекологических заболеваний
- АТХ код G03 — Половые гормоны и модуляторы половой системы
- АТХ код G04 — Препараты для лечения урологических заболеваний